# La Chapelle-Montbrandeix
La Chapelle-Montbrandeix är en kommun i departementet Haute-Vienne i regionen Nouvelle-Aquitaine i västra Frankrike. Kommunen ligger i kantonen Saint-Mathieu som tillhör arrondissementet Rochechouart. År 2022 hade La Chapelle-Montbrandeix 264 invånare.

## Befolkningsutveckling
Antalet invånare i kommunen La Chapelle-Montbrandeix
| Referens: INSEE |